# Aruzina Aranth
Aruzina Aranth war ein etruskischer Töpfer, der gegen Ende des 7. Jahrhunderts v. Chr. tätig war.
Aruzina Aranth ist durch eine Signatur auf einer Oinochoe im Bucchero-Stil bekannt. Auf der Wölbung des Gefäßes findet sich die Inschrift mini zinace aranth aru<u>zina mlachu mlacasi. Die Lesung des Textes ist bis heute umstritten, obwohl nur bekannte etruskische Wörter vorkommen. Die exakte Übersetzung lautet Aranth Aruzina hat mich gut gemacht für einen Guten. Andere Forscher bevorzugen angesichts der Ungewöhnlichkeit der Nennung von Vor- und Familiennamen die Übersetzung Aranth Aruzina hat mich gut machen lassen für einen Guten. Damit wäre Aruzina Aranth nicht der Produzent, sondern der Auftraggeber und womöglich Stifter des Gefäßes. Dagegen wird eingewandt, dass im 7. Jahrhundert v. Chr. durchaus mehrfach beide Namensbestandteile etruskischer Künstler (Kulunie Larthuza) nachzuweisen sind. Zudem könne zinace nur mit hat gemacht übersetzt werden.
Die Oinochoe hat eine Kleeblattmündung, einen zylindrischen Hals, einen bauchigen Körper, einen Fuß mit Standring und ist mit 9,9 cm nicht besonders hoch. Es ist anzunehmen, dass das kleine Gefäß für kostbare Flüssigkeiten gedacht war, wofür auch die Inschrift spricht. Form, Material und Inschrift legen eine Datierung ins letzte Viertel des 7. Jahrhunderts v. Chr. nahe.
Der Name lässt Vermutungen über die genauere Herkunft zu. Aruzina besteht wohl aus dem Eigennamen Aruz und dem Suffix -ina. Ara(n)ath ist im etruskisch-faliskischen Bereich nicht selten in der Schreibweise Aruz anzutreffen. Somit ist anzunehmen, dass auch Aruzina Aranth aus dem faliskischen Raum stammte. Heute befindet sich das Gefäß in einer Schweizer Privatsammlung. Nach Angaben des Verkäufers stammte die Oinochoe aus Caere.